# Горно-Ябылково
Горно-Ябылково (болг. Горно Ябълково) — село в Болгарии. Находится в Бургасской области, входит в общину Средец. Население составляет 33 человека (2022).

## Политическая ситуация
Горно-Ябылково подчиняется непосредственно общине и не имеет своего кмета.
Кмет (мэр) общины Средец — Тодор Пройков Станчев (Болгарская социалистическая партия (БСП)) по результатам выборов.